# Charles Blanchaud
 (août 2009).
Si vous disposez d'ouvrages ou d'articles de référence ou si vous connaissez des sites web de qualité traitant du thème abordé ici, merci de compléter l'article en donnant les références utiles à sa vérifiabilité et en les liant à la section « Notes et références ».
Charles Blanchaud, né à Nouic le 2 septembre 1840, et mort au Dorat le 23 février 1920, est un auteur et poète français. Issu d’une famille de propriétaires terriens, il fit ses études secondaires au petit séminaire du Dorat (Haute-Vienne). Il épousa Anne Joséphine Vidard, à Saint-Ouen-sur-Gartempe, dont la famille possédait une maison à Chez-Gilard.

## Grandeur
Pendant la guerre de 1870, il servit comme lieutenant au 71e régiment des mobiles de la Haute-Vienne, Armée de la Loire. Il en a retracé la pénible campagne dans Étapes du 71e Mobiles, paru à Limoges en 1872. En 1869, il avait déjà publié un petit volume de poésies Échos des champs. Avant 1880, il fit paraître Élégies et poèmes, puis Les phalènes, recueil de ballades. Plusieurs de ses poèmes furent distingués aux concours de poésie de Bordeaux, aux Jeux Floraux de Toulouse. L’Académie de Clémence Isaure publia dans ses recueils annuels plusieurs de ses œuvres. Gentilhomme de lettres, ses poèmes reflètent une sensibilité romantique dans la tradition de Alphonse de Lamartine et d'Alfred de Vigny.
Il courait en habit rouge les steeple-chases sur l’hippodrome de la Sagne. Avec son ami le comte Joseph de Montbron, dont il célébra la harpe mélodieuse, il créa la Société hippique des courses du Centre.

## Décadence
Mais il perdit sa fille, âgée d’une quinzaine d’années. Sa femme devint gravement malade. Il fut bientôt contraint de vendre ses propriétés. Il s’installa à Limoges, où il devint directeur de La Gazette du Centre, quotidien d’opposition, puis rédacteur à l’hebdomadaire Le Drapeau National. Il acheva de s’y ruiner.
Vieux gentleman d’une élégance un peu désuète, jaquette noire et chapeau melon, il revint dans sa grande maison sévère, ancien hôtel Notre-Dame, près de la Porte Bergère du Dorat. Mais il mourut au Dorat dans une maison qu’il avait louée, place de la Fontaine, non loin du vieux collège de son enfance. Il lui avait manqué pour réussir une souplesse de caractère que le malheur ne plia jamais.

## Descendance
Son fils Henri, né en 1877, fut sacristain le la collégiale Saint-Pierre du Dorat, dont Charles Blanchaud avait publié une histoire condensée. Il mourut le 4 mars 1948.